# Amstel Gold Race 2010
La 45e édition de l'Amstel Gold Race a eu lieu le 18 avril 2010. Il s'agit de la 10e épreuve du Calendrier mondial UCI 2010 et de la 1re des 3 classiques ardennaises, avant la Flèche wallonne et Liège-Bastogne-Liège. Le Belge Philippe Gilbert (Omega Pharma-Lotto) s'impose devant Ryder Hesjedal (Garmin-Transitions) et Enrico Gasparotto (Astana).

## Présentation

### Participants

#### Équipes
24 équipes participent à cette édition :
- équipes ProTour : Team Milram, Omega Pharma-Lotto, Quick Step, Team Saxo Bank, Caisse d'Épargne, Euskaltel-Euskadi, Lampre-Farnese Vini, Liquigas-Doimo, Astana, Rabobank, Garmin-Transitions, Team HTC-Columbia, Team RadioShack, AG2R La Mondiale, La Française des jeux, Team Sky, Team Katusha, Footon-Servetto
- équipes continentales professionnelles : Cervélo TestTeam, BMC Racing, Vacansoleil, Skil-Shimano, Topsport Vlaanderen-Mercator, Landbouwkrediet

#### Favoris
Les principaux favoris de cette édition sont Damiano Cunego (Lampre-Farnese Vini), Philippe Gilbert (Omega Pharma-Lotto) et Filippo Pozzato (Team Katusha), en raison de leur pointe de vitesse. Andy et Fränk Schleck tenteront de briller sur les classiques ardennaises, avant de se concentrer sur le Tour de France. Les autres favoris seront Cadel Evans (BMC Racing), champion du monde et Robert Gesink (Rabobank).
Joaquim Rodríguez, Sergueï Ivanov, Alexandr Kolobnev (Team Katusha), Karsten Kroon (BMC Racing), Vincenzo Nibali, Roman Kreuziger (Liquigas-Doimo), Michael Albasini, Kim Kirchen (Team HTC-Columbia), Thomas Lövkvist (Team Sky), Francesco Gavazzi (Lampre-Farnese Vini), Christopher Horner (RadioShack) et Enrico Gasparotto (Astana) peuvent toutefois tirer leur épingle du jeu.
Fabian Cancellara (Team Saxo Bank), récent vainqueur du Tour des Flandres et de Paris-Roubaix ne participe pas à la course. De nombreux coureurs, dont Alejandro Valverde (Caisse d'Épargne), Carlos Sastre (Cervélo TestTeam) et Bradley Wiggins (Team Sky), ont dû déclarer forfait en raison du nuage de cendres qui provient de l'éruption de l'Eyjafjöll en Islande et qui bloque les transports aériens.

### Parcours
Le parcours est le même que lors des 3 précédentes éditions,.
Côtes
| - Maasberg (km 10,7) : 210 m à 8 % - Adsteeg (km 30,5) : 620 m à 4 % - Lange Raarberg (km 37,5) : 1 070 m à 6 % - Bergseweg (km 55) : 2 km à 5 % - Sibbergrubbe (km 67) : 1 760 m à 5 % - Cauberg (km 71,4) : 1 km à 8 % - Wolfsberg (nl) (km 92,6): 1 km à 6 % - Loorberg (nl) (km 98,2) : 1 500 m à 6 % - Schweiberg (nl) (km 108,3) : 2 400 m à 4 % - Camerig (nl) (km 114,7) : 2 280 m à 6 % - Vaalserberg (km 127,7) : 2 250 m à 5 % - Gemmenich (km 130,5) : 1 400 m à 7 % - Vijlenerbos (km 134) : 2 000 m à 5 % - Eperheide (km 143,8) : 1 400 m à 5 % - Gulperberg (km 151,8) : 600 m à 10 % - Van Plettenbergweg (km 155,4) : 1 km à 4 % | - Eyserweg (km 157,2) : 2 100 m à 5 % - Huls (km 163,1) : 1 km à 8 % - Vrakelberg (km 168,5) : 300 m à 6 % - Sibbergrubbe (km 176,4) : 1 760 m à 5 % - Cauberg (km 181,9) : 1 km à 8 % - Geulhemmerberg (km 185,4) : 800 m à 7 % - Bemerlerbeg (km 198,2) : 1 km à 7 % - Wolfsberg (nl) (km 216): 1 km à 6 % - Loorberg (nl) (km 220,9) : 1 500 m à 6 % - Gulperbergweg (km 229,2) : 600 m à 10 % - Kruisberg (km 234,7) : 700 m à 8 % - Eyserbosweg (km 236,8) : 900 m à 11,5 % - Fromberg (km 240,5) : 1 600 m à 5 % - Keutenberg (km 245) : 1200 m à 8 % - Cauberg (km 257,3) : 1 km à 8 % |

## Récit de la course
Thierry Hupond (Skil-Shimano), Steven Van Vooren (Topsport Vlaanderen-Mercator), Arnoud van Groen (Vacansoleil), Rafael Valls (Footon-Servetto), Staf Scheirlinckx (Omega Pharma-Lotto), Peter Wrolich (Team Milram) et Sébastien Delfosse (Landbouwkrediet) s'échappent au km 5. Alors que Rafael Valls a lâché entretemps, ils parviennent à maintenir un écart entre 3 et 5 minutes. Les coureurs du Team Saxo Bank prennent alors en charge la poursuite, assistés par intermittence par les Rabobank et les Lampre-Farnese Vini, et la jonction s'opère à 30 kilomètres de l'arrivée.
Le Team Saxo Bank, par l'intermédiaire de Jakob Fuglsang, continue de mener le peloton. Après le Gulperbergweg, les Rabobank prennent à leur tour les commandes du peloton. Cadel Evans (BMC Racing) attaque dans une portion plane, mais échoue. Dans le Kruisberg, Marco Marcato (Vacansoleil) accélère à son tour, avec plus de réussite. De nombreux favoris, dont Andy Schleck (Team Saxo Bank), tentent également de partir. À chaque fois, le peloton revient.
Dans le Keutenberg, Evans attaque. Jurgen Van den Broeck (Omega Pharma-Lotto) parvient à le suivre. Sergueï Ivanov (Team Katusha) les dépasse, avant de coincer. Après une nouvelle attaque de Gilbert, un groupe de cinq coureurs se forme, composé de Gilbert, Serguei Ivanov, Alexander Kolobnev (Team Katusha), Fränk Schleck (Team Saxo Bank) et Damiano Cunego (Lampre-Farnese Vini). À huit kilomètres de l'arrivée, Kolobnev s'échappe. Le peloton va alors rattraper les poursuivants, puis Kolobnev sous la flamme rouge. Bert De Waele (Landbouwkrediet) tente de partir, mais Philippe Gilbert (Omega Pharma-Lotto) le contre et s'impose, 2" devant Ryder Hesjedal (Garmin-Transitions) et Enrico Gasparotto (Astana),

## Classement final
|    | Coureur            | Pays       | Équipe              |    | Temps           |
| -- | ------------------ | ---------- | ------------------- | -- | --------------- |
| 1  | Philippe Gilbert   | Belgique   | Omega Pharma-Lotto  | en | 6 h 22 min 54 s |
| 2  | Ryder Hesjedal     | Canada     | Garmin-Transitions  | +  | 2 s             |
| 3  | Enrico Gasparotto  | Italie     | Astana              |    | 2 s             |
| 4  | Bert De Waele      | Belgique   | Landbouwkrediet     |    | 5 s             |
| 5  | Roman Kreuziger    | Tchéquie   | Liquigas-Doimo      |    | 5 s             |
| 6  | Damiano Cunego     | Italie     | Lampre-Farnese Vini |    | 5 s             |
| 7  | Fränk Schleck      | Luxembourg | Team Saxo Bank      |    | 7 s             |
| 8  | Marco Marcato      | Italie     | Vacansoleil         |    | 9 s             |
| 9  | Karsten Kroon      | Pays-Bas   | BMC Racing          |    | 11 s            |
| 10 | Christopher Horner | États-Unis | Team RadioShack     |    | 11 s            |

## Points UCI
| #  | Coureur            | Pays       | Équipe              | Pts |
| -- | ------------------ | ---------- | ------------------- | --- |
| 1  | Philippe Gilbert   | Belgique   | Omega Pharma-Lotto  | 80  |
| 2  | Ryder Hesjedal     | Canada     | Garmin-Transitions  | 60  |
| 3  | Enrico Gasparotto  | Italie     | Astana              | 50  |
| 4  | Bert De Waele      | Belgique   | Landbouwkrediet     | 40  |
| 5  | Roman Kreuziger    | Tchéquie   | Liquigas-Doimo      | 30  |
| 6  | Damiano Cunego     | Italie     | Lampre-Farnese Vini | 22  |
| 7  | Fränk Schleck      | Luxembourg | Team Saxo Bank      | 14  |
| 8  | Marco Marcato      | Italie     | Vacansoleil         | 10  |
| 9  | Karsten Kroon      | Pays-Bas   | BMC Racing          | 6   |
| 10 | Christopher Horner | États-Unis | Team RadioShack     | 2   |